# Мандрагора (пьеса)
«Мандрагора» (итал. La Mandragola [la manˈdraːɡola]) — сатирическая комедия итальянского философа эпохи Возрождения Никколо Макиавелли. Хотя пьеса в пяти актах была опубликована в 1524 году и впервые поставлена в карнавальный сезон 1526 года, исследователи считают, что Макиавелли написал её ещё в 1518 году. В это время он находился в вынужденном отстранении от дипломатической и политической жизни Флоренции после возвращения к власти дома Медичи в 1512 году.
Некоторые исследователи рассматривают «Мандрагору» как открытую сатиру на Медичи, в то время как другие усматривают в ней отражение политических воззрений Макиавелли, перекликающееся с его трактатами. Однако действие пьесы разворачивается в 1504 году, во времена Флорентийской республики. Это позволило автору выразить своё недовольство без страха перед цензурой со стороны меценатов, уже настроенных к нему враждебно.

## Сюжет
Действие «Мандрагоры» разворачивается в течение суток. Главный герой, Каллимако, мечтает соблазнить юную красавицу Лукрецию, жену пожилого глупца Ниччи. Единственное, чего больше всего желает Ничча, — это сын и наследник, но у него до сих пор нет детей.
В сговоре с пронырливым брачным аферистом Лигурио и продажным священником братом Тимотео, Каллимако притворяется врачом. Он убеждает Ниччу напоить Лукрецию настойкой мандрагоры, уверяя, что это повысит её плодовитость. Однако он добавляет тревожное предостережение: первый мужчина, переспавший с ней после приёма снадобья, неизбежно умрёт. Лигурио подсказывает Ничче, что для этой цели можно найти какого-нибудь случайного простака.
Лукреция, сначала протестовавшая, под давлением своей матери и священника соглашается выполнить волю мужа. Она принимает в свою постель переодетого Каллимако. Убедив себя, что всё произошедшее было предопределено самой судьбой, она не только перестаёт сопротивляться, но и принимает Каллимако в качестве постоянного любовника.

## Кино
В 1965 году в Италии был снят фильм La Mandragola, сценаристом и режиссёром которого выступил Альберто Латтуада.